# Кусаков, Василий Михайлович
Василий Михайлович Кусаков (28 января [10 февраля] 1908, Самара — 31 октября 1953, Москва) — советский архитектор, член-корреспондент Академии архитектуры СССР. Ответственный редактор журнала «Архитектура и строительство». Муж архитектора А. Т. Капустиной, совместно с которой выполнил ряд проектов.

## Биография

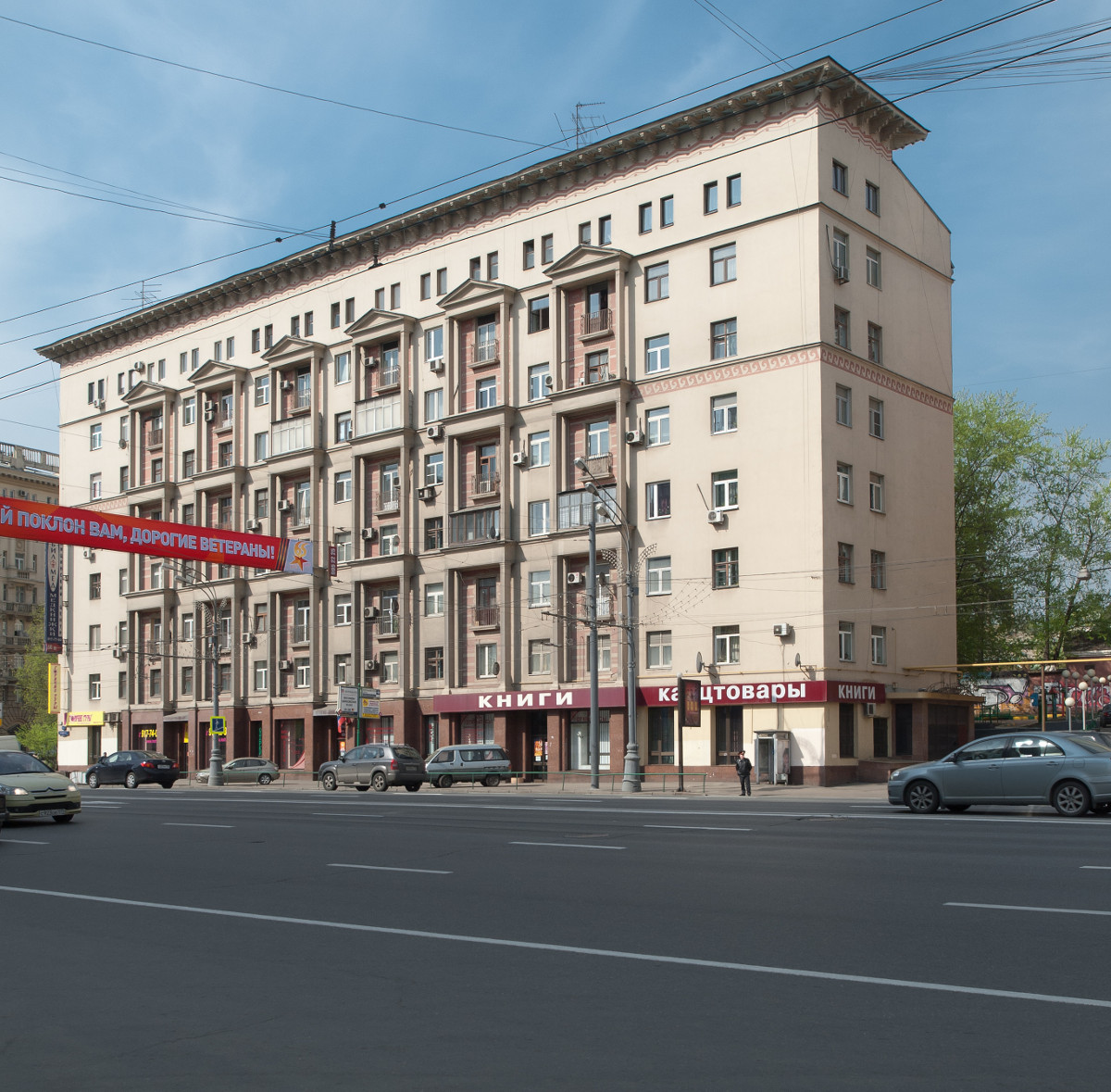
Жилой дом слушателей Академии железнодорожного транспорта

Василий Кусаков родился в Самаре 28 января (10 февраля) 1908 года (по другим сведениям — в 1906 году). В детстве жил в Красноярске. В 1922 году окончил красноярскую школу 2-й ступени. В 1926 году окончил архитектурное отделение Московского строительного техникума. В 1929—1930 годах посещал экстернат московского Вхутеина. В 1930 году окончил Архитектурно-строительный институт в Москве. В 1932—1933 годах преподавал на кафедре архитектурного проектирования Высшего инженерно-строительного училища. В 1934—1935 годах преподавал на кафедре архитектурного проектирования Московского архитектурного института. В 1937—1940 годах учился на факультете архитектурного усовершенствования Академии архитектуры СССР. Член Союза архитекторов СССР с 1938 года.
В 1930-х годах работал в мастерской № 4 Моссовета под руководством И. А. Голосова. В 1935 году совместно с женой А. Т. Капустиной построил школьное здание на Большой Молчановке, 26—28. В 1938—1940 годах по совместному проекту В. М. Кусакова и А. Т. Капустиной был построен жилой дом для слушателей Академии железнодорожного транспорта (ул. Земляной Вал, 38—40/15).
Среди нереализованных проектов — Дворец культуры в Архангельске (1933, совместно с А. Т. Капустиной и Б. Ф. Рогайловым), Дом Советов в Новокузнецке (1934, совместно с И. А. Голосовым и А. Т. Капустиной), жилой дом Цудортранса на ул. Горького в Москве (1935, совместно с А. Т. Капустиной), выставочный павильон ВЦСПС в парке Горького в Москве (1935, совместно с А. Т. Капустиной).
В 1942—1943 годах работал в Красноярске как уполномоченный Академии архитектуры СССР в составе группы специалистов Горстройпроекта и Промстройпроекта. Разрабатывал проекты жилых и коммунально-бытовых зданий для строительства в Красноярске и на Крайнем Севере.
С 1943 года — заместитель председателя Комитета по делам архитектуры Совета министров СССР. С 1949 года — начальник управления Министерства по строительству. С 1951 года — начальник отдела Комитета по делам архитектуры Совета министров СССР.
В 1940-х годах был исполняющим обязанности учёного секретаря Академии архитектуры СССР, членом правления и президиума Московского отделения Союза архитекторов, членом ревизионной комиссии правления Союза советских архитекторов. Являлся ответственным редактором журнала «Архитектура и строительство», выходившего с 1946 по 1951 год. Автор около 50 научных работ.
Умер в Москве 31 октября 1953 года. Похоронен на Новодевичьем кладбище.